# Университет Париж-IV: Пари-Сорбон
Университета Париж-IV: Пари-Сорбон (на френски: Université de Paris IV-Paris Sorbonne) е дo 2018 г. един от 13-те университети, наследници на Парижкия университет; при сливането му с университета "Пиер и Мария Кюри" тогава се връща името "Сорбона-университет" (Sorbonne Université).
Университетът се помещава изключително в историческите сгради на Сорбоната.
В него се изучават класически и модерни филологии, философия, история, теория на музиката.
Университетът е първият френски университет, който е открил свой клон в друга страна: в столицата на Обединените арабски емирства, Абу Даби.